# Fischhof-Preis
Der Fischhof-Preis wird alle ein bis zwei Jahre von der Gesellschaft Minderheiten in der Schweiz GSM und der Stiftung gegen Rassismus und Antisemitismus GRA verliehen. Dieser Preis wurde gestiftet von Frau Nanny Fischhof im Andenken an ihren Ehegatten, der als Emigrant während des Zweiten Weltkrieges in die Schweiz flüchtete.
Der Preis wird jeweils in festlichem Rahmen an Personen oder Institutionen verliehen, die sich in der Bekämpfung des Fremdenhasses, des Rassismus im Allgemeinen und des Antisemitismus im Besonderen verdient gemacht haben. Er soll Dank und Anerkennung aussprechen und der Ermutigung zu weiteren entsprechenden Aktivitäten dienen.
| Jahr | Preisträger                                                                                              | Preisträger       |
| ---- | --- | ----------------- |
| 2024 | Angelo Barrile, Nationalrat Marianne Binder-Keller, Ständerätin Nicola Neider Ammann, Theologin          | -                 |
| 2021 | Lukas Bärfuss, Schriftsteller Denise Graf, Juristin Amnesty International                                | -                 |
| 2018 | Walter Kälin, emeritierter Professor für Staats- und Völkerrecht Iluska Grass                            | -                 |
| 2016 | Amira Hafner-Al Jabaji, Publizistin, Islamwissenschaftlerin Samuel Althof Kessler, Extremismusexperte    | -                 |
| 2014 | Marcus Pfister Ulrich E. Gut (GRA Medienpreis)                                                           | -                 |
| 2011 | Dick Marty, Ständerat Claudia Kaufmann, Ombudsfrau der Stadt Zürich                                      | [ 1 ]             |
| 2009 | Stress, Musiker Robert Huber, Präsident Radgenossenschaft der Landstrasse                                | [ 2 ] [ 3 ]       |
| 2007 | Anni Lanz, Menschenrechtsaktivistin Georg Kreis, Präsident Eidgenössische Kommission gegen Rassismus     | [ 4 ]             |
| 2005 | Sepp Blatter, Präsident der FIFA Paul Rechsteiner, Nationalrat                                           | [ 5 ] [ 6 ] [ 7 ] |
| 2003 | Kaspar Villiger, Bundesrat                                                                               | -                 |
| 2001 | Josef Estermann, Stadtpräsident Zürich Rolf Bloch, Präsident Schweizerischer Israelitischer Gemeindebund | -                 |
| 1999 | Flavio Cotti, Bundesrat                                                                                  | [ 8 ]             |
| 1997 | Cécile Bühlmann, Nationalrätin Lili Nabholz, Nationalrätin                                               | -                 |
| 1995 | Rosmarie Dormann, Nationalrätin Peter Surava, Autor                                                      | -                 |
| 1994 | Verena Grendelmeier, Nationalrätin Jürg Frischknecht, Autor                                              | -                 |
| 1992 | Alfred A. Häsler, Autor Rolf Lyssy, Filmemacher                                                          | -                 |